# Национальный музей в Гитеге
Национальный музей в Гитеге (фр. Musée national de Gitega) открыт в 1955 году во втором по величине городе Бурунди — Гитеге.

## О музее
Музей состоит из двух объектов: собственно здания музея и святилища барабанщиков неподалёку.
В коллекции музея находится широкий спектр экспонатов исторического и культурного наследия Бурунди, включая фотографии монархов, документы о геноциде, а также королевские барабаны, предметы быта, произведения искусства, музыкальные и танцевальные инструменты, традиционную одежду, украшения и оружие, утварь и многое другое.